# Jack Hannah
John Frederick "Jack" Hannah, född 13 januari 1913 i Nogales, Arizona, död 11 juni 1994 i Burbank, Kalifornien, var en amerikansk animatör, författare och regissör av tecknade kortfilmer.
Han jobbade för Walt Disney Productions och hjälpte också Carl Barks med hans första två berättelser om Kalle Anka. Efter detta fortsatte han som regissör för korta tecknade filmer hos Disney och senare hos Lantz Studios som ägdes av Walter Lantz. Han gick i pension 1963.